# Gschwandt
Gschwandt là một đô thị ở huyện Gmunden bang Oberösterreich, nước Áo. Đô thị này có diện tích 16,78 km², dân số thời điểm ngày 31 tháng 12 năm 2005 là 2501 người.